# Esther Basurto
Esther Basurto Nozal (San Sebastián, Guipúzcoa, 7 de julio de 1978) es una jugadora profesional española de voleibol.

## Clubes
- 2008-2011.- Nuchar Eurochamp Murillo (Superliga),  España

## Logros obtenidos

### Clubes
- 2012.- Subcampeona de la Copa de la Reina disputada en Salou con Nuchar Eurochamp Murillo .
- 2011 / 2012.- Tercer puesto en Superliga con Nuchar Eurochamp Murillo.
- 2010 / 2011.- Campeona de Superliga 2 y ascenso a Superliga con Nuchar Eurochamp Murillo.
- 2010.- Campeona de la Copa de la Princesa de Asturias con Nuchar Tramek Murillo.
- 2009.- Ascenso a Superliga 2 con el Nuchar Tramek Murillo.
- 2008.- Ascenso a liga FEV con el Nuchar Tramek Murillo.

### Vóley playa
- 2010.- Campeona del XII Torneo Nacional de Vóley Playa “Ciudad de Logroño”.[2]
- 2009.- Campeona de La Rioja de vóley playa.
- 2009.- Tercer puesto en el torneo Ciudad de Logroño de vóley playa.